# Kota Pinang
Kota Pinang ist eine kleine Stadt auf der Insel Sumatra in der Provinz Nordsumatra von Indonesien. Sie liegt etwa 115 m über dem Meeresspiegel und hat rund 55.000 Einwohner (2010).

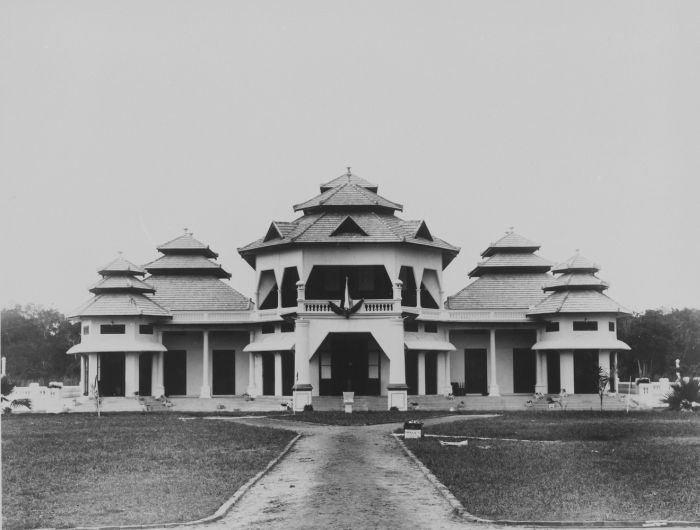
Ehemaliger Sultanspalast in Kota Pinang (ca. 1931–34)

Sie war einst Hauptstadt des kleinen Sultanats Kota Pinang und ist heute Verwaltungssitz des Regierungsbezirks (Kabupaten) Süd-Labuhan Batu (Labuhan Batu Selatan).